# KILL (シブがき隊の曲)
「KILL」（キル）は、シブがき隊の楽曲で、16枚目のシングル。1985年10月2日に発売。

## 概要
本作よりディスクジャケット左下部にバーコードが付くようになった。

## 収録曲
全編曲：鷺巣詩郎
1. KILL
  - 作詞：売野雅勇
  - 作曲：林哲司
2. 野蛮な週末
  - 作詞：森雪之丞
  - 作曲：鈴木キサブロー